# Estación Pampa del Castillo

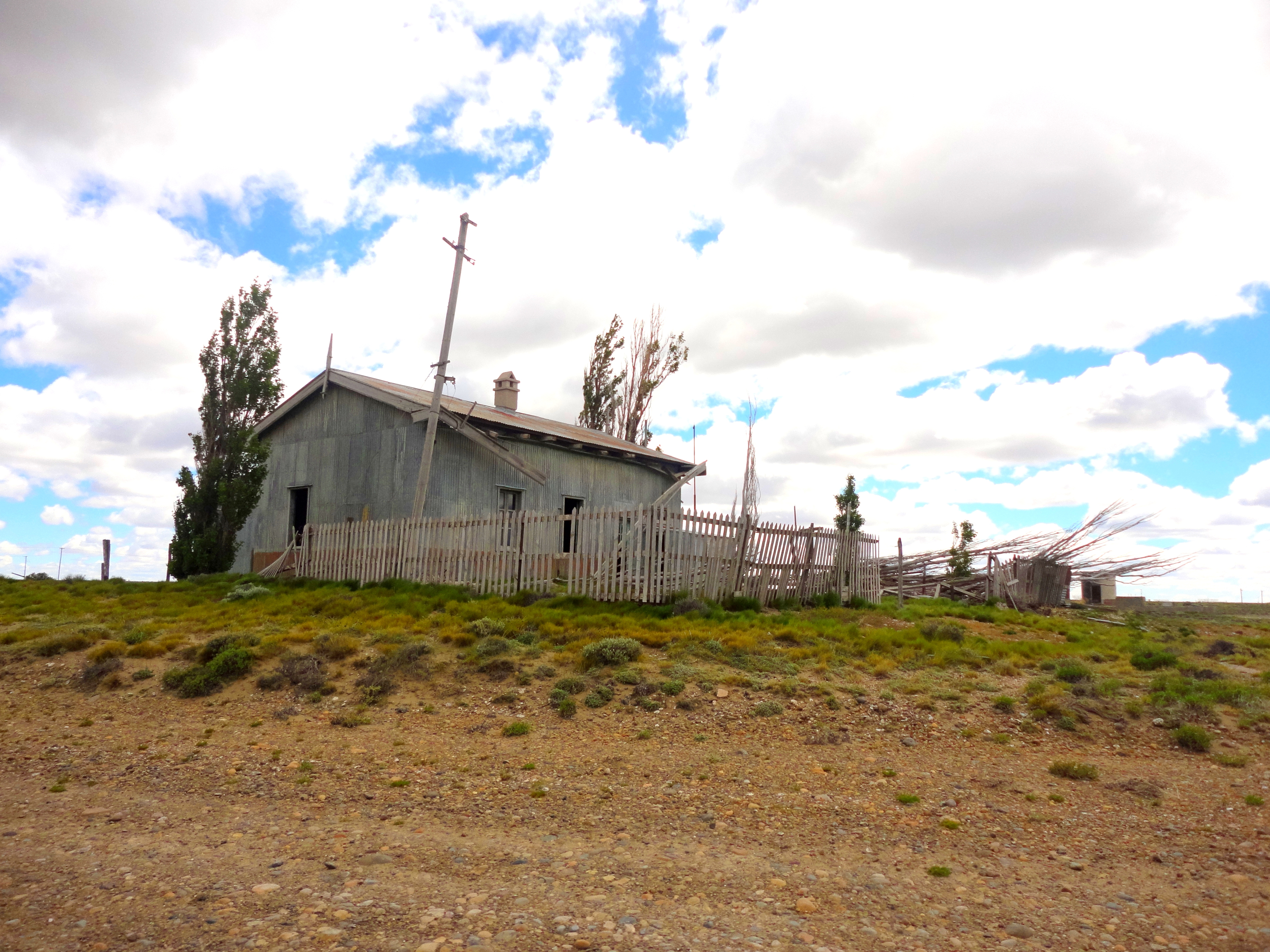
La estación Pampa del Castillo abandonada en medio del yacimiento petrolero y azotada por el clima de la región.

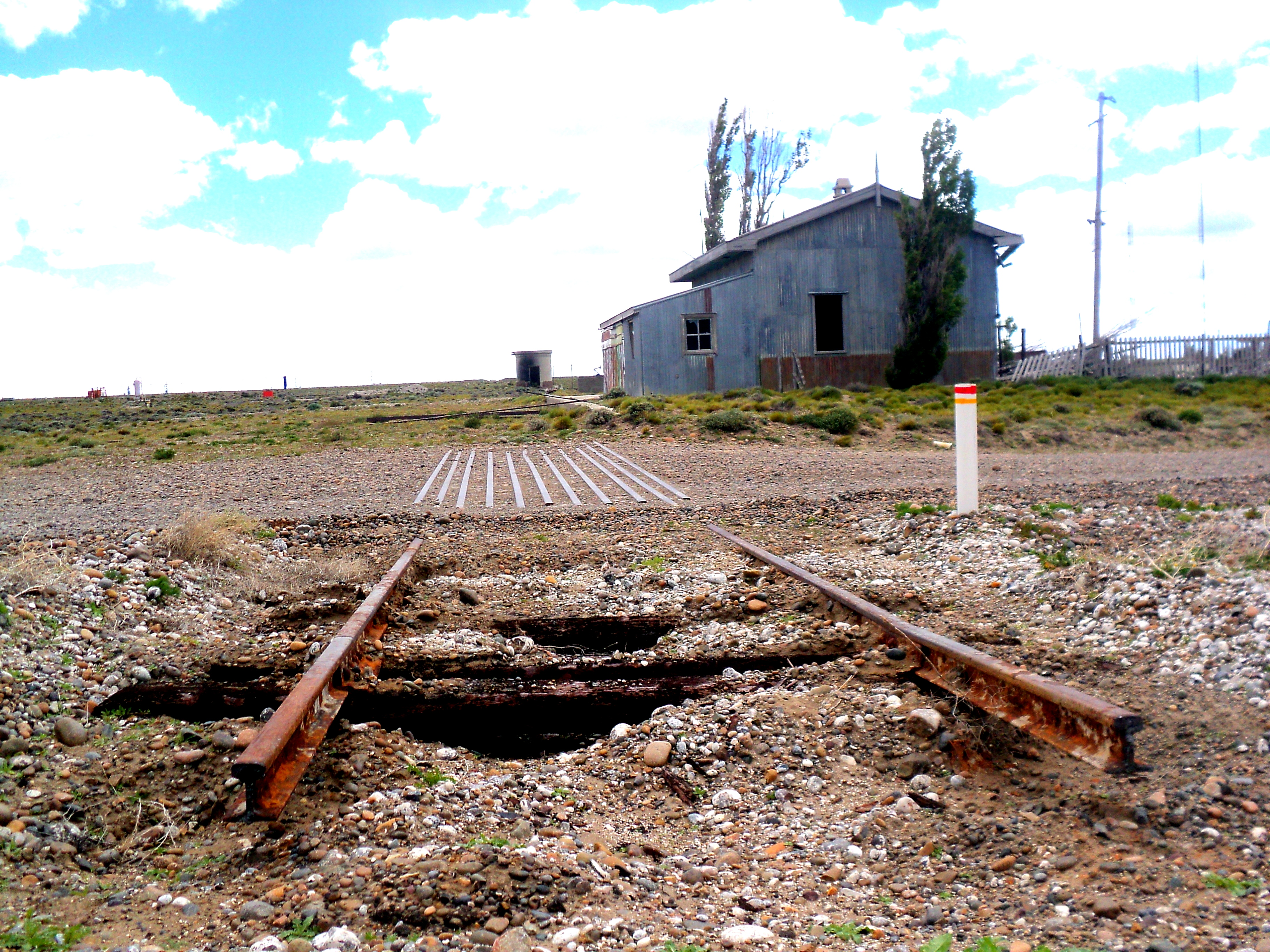
La estación Pampa del castillo una trama de vías que aun sobrevive en sus cercanías. También, sobreviven los árboles plantados por los ferroviarios.

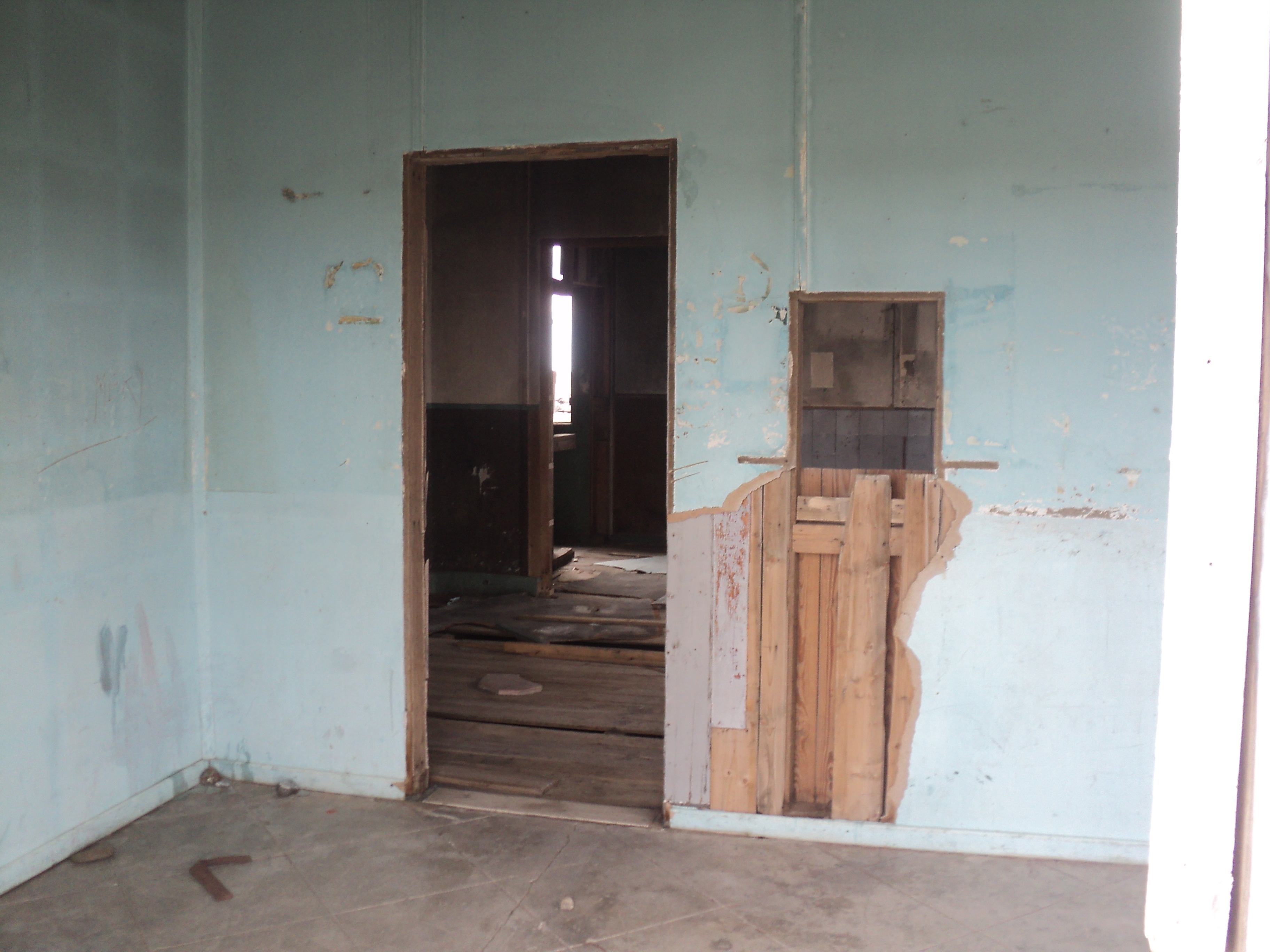
Interior de la estación Pampa del Castillo sin piso, pero con su boletería.

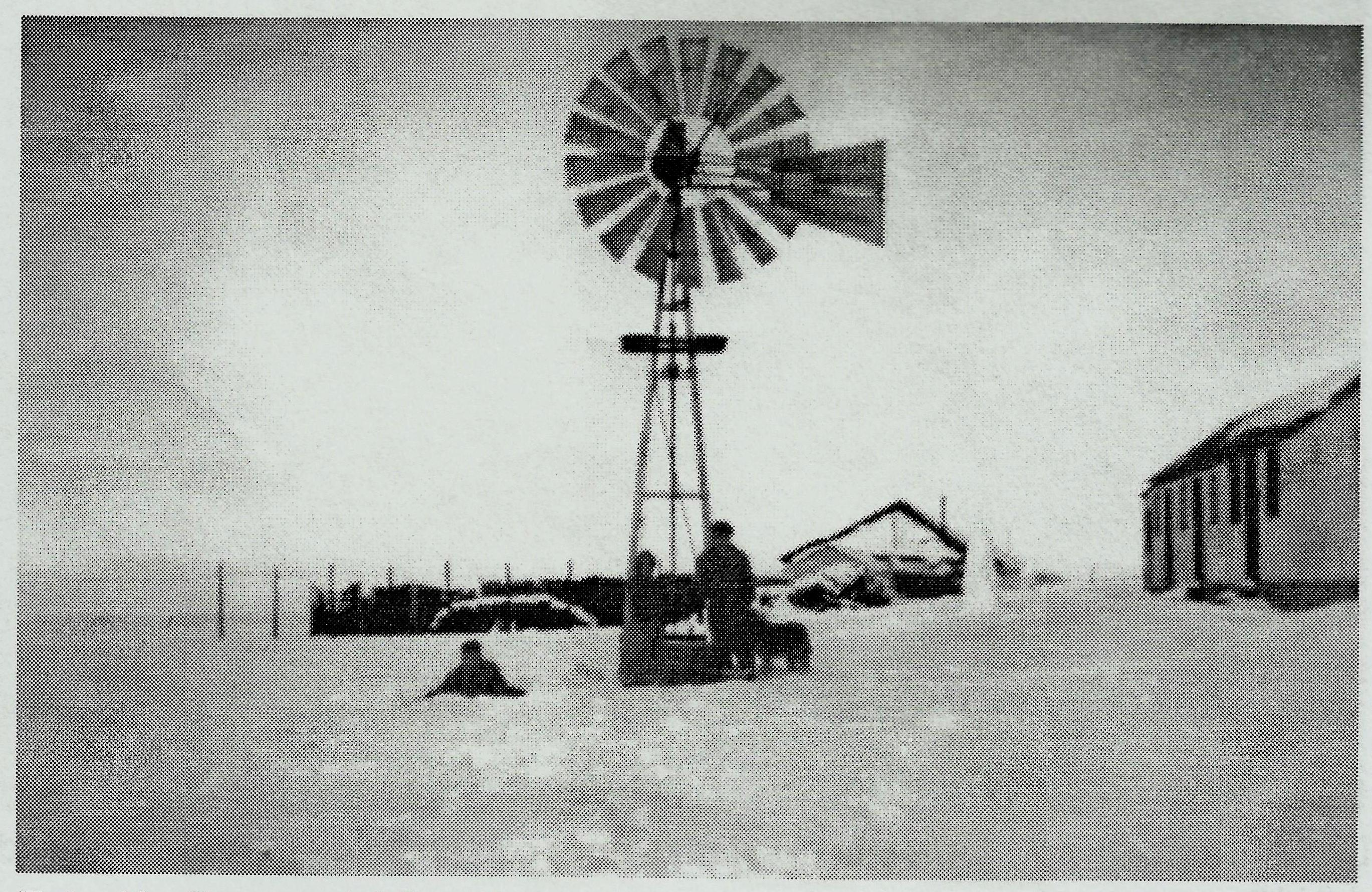
La estación en sus comienzos y mejores años.

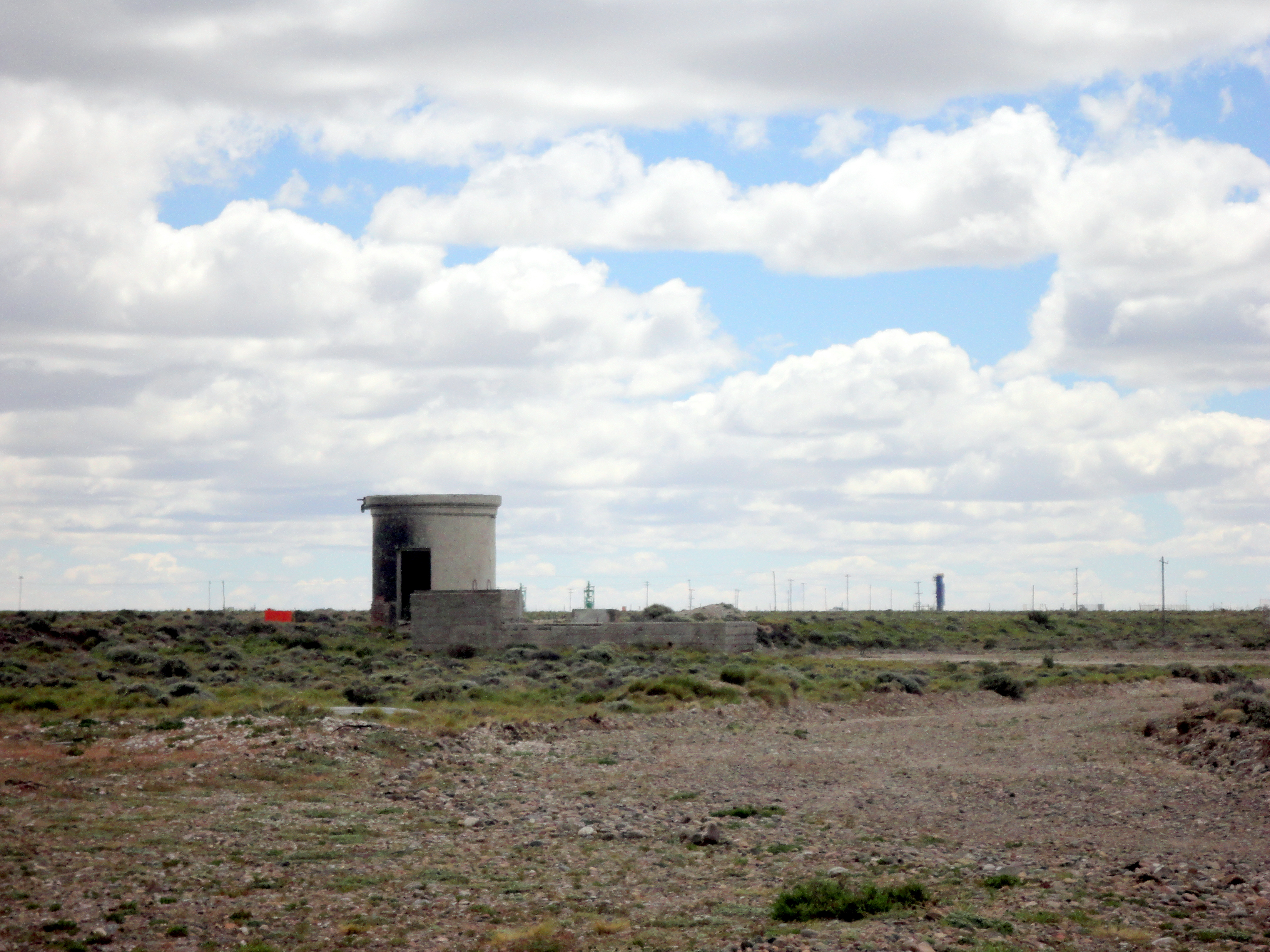
Tanque de agua sin su recipiente de metal en la exestación Pampa del Castillo. A su costado está el aljibe de gran profundidad, que abastecía del preciado líquido, aun intacto.

Pampa del Castillo es una ex estación ferroviaria del Ferrocarril de Comodoro Rivadavia que unía a esta localidad con Colonia Sarmiento, ambas en la provincia de Chubut (Argentina). 
La distancia vial desde la estación madre hasta aquí es de 59,6 km. Se ubica a 723.64 metros sobre el nivel del mar.

## Toponimia
El nombre de la estación surge de la denominación tradicional que se le da a esta parte del territorio del Chubut, comprendida por una planicie alta mesetaria. Las planicies de la zona están comprendidas en la "mesetas patagónicas".Actualmente, la zona que rodea a lo que fue la localidad del campamento petrolero aun conserva su nombre. Esto se debe a que bautiza al extenso yacimiento petrolero sobre el que se asienta. El yacimiento es que visitado por los trabajadores petroleros en forma continua.

## Características
En inmediaciones existió hasta pasado mediados del siglo veinte una localidad petrolera llamada Campamento Pampa del Castillo, la cual prosperó en esta hostil zona que no posee cursos de aguas permanentes en la superficie, pero si manantiales y mallines en sus alrededores.Desde 1914 con un relativamente cercano Cañadón lagarto prosperando era común que esta localidad recibiera a los viajeros en travesía hacia Comodoro. Especialmente, esto se daba cuando los pobladores intentaban movilizarse a pie en los intensos temporales invernales que duraban meses enteros y aislaban a Cañadón Lagarto y toda la zona. Para salir del pueblo a pie, los lagartenses usaban el tendido del ferrocarril con su terraplén y postes del telégrafo para arribar a otros puntos cercanos como Km 96 - Holdich - Pampa del Castillo todas separadas de 20 kilómetros y que ofrecían hospedajes en las estaciones o los hoteles para los visitantes. Una vez alcanzada esta última localidad  era relativamente más fácil alcanzar Escalante por tener un clima más benigno por estar más al nivel del mar y no quedar por ende aislado en forma definitiva. Ya desde ese punto era seguro alcanzar Comodoro por servicio ferroviario inclusive.
Aún para 1951 su población era contada entre las pocas localidades que la línea Comodoro Rivadavia a Colonia Sarmiento recorría. Para 1957 las únicas poblaciones considerables del ramal se concentran en torno a Comodoro y Sarmiento; estando todas las demás poblaciones como esta consideradas de poca relevancia o ya despobladas.
La zona de la estación era crucial por su agua que está a baja profundidad de 32 metros. Esto se debe que el ferrocarril en 200 kilómetros de desierto patagónico solo podía abastecer sus locomotoras a vapor en este punto, Kilómetro 162, Kilómetro 117, Escalante y la terminal de Sarmiento.
La estación se ubica a 723,64 metros sobre el nivel del mar, siendo (junto con la Estación Holdich) las ubicadas a mayor altura del Ferrocarril de Comodoro Rivadavia, por lo que se hallaban sometidas a muy adversas condiciones climáticas que la deterioran constantemente. Los testimonios de vías obstruidas, en la zona que rodea a Pampa del Castillo, por las intensas nevadas son abundantes. La nieve en con su gran acumulación tapaba las vías y el terraplén lo que dejaba fuera de operación a la línea frecuentemente en invierno.Además, desde Escalante acceder a esta estación era por demás un gran desafío para las formaciones ante la extensa pendiente. Inclusive, el descenso para las formaciones muy pesadas era un riesgo ante la falta posible de fuerza de frenado.Incluso esta gran diferencia altura del terreno entre Pampa del Castillo y Escalante llegaba a averiar y complicar el funcionamiento de las locomotoras.
Actualmente, por ubicarse en terrenos privados de la petrolera YPF se halla en conservación, pero con notorio abandono.
Fue usada como vivienda o base de apoyo para obreros en algún punto y su andén fue modificado con chapas, haciendo que luzca diferente. 
Tras el desmantelamiento político del ramal iniciado por el gobierno de Das Neves en 2004 solo queda una pequeña porción de rieles. Ubicados a corta distancia era un paso a nivel en el medio de la explotación petrolera.
La exestación forma parte del Ferrocarril de Comodoro Rivadavia que comenzó a funcionar en el año 1910 y que fue cerrado definitivamente en el año 1978.

## Funcionamiento

### Itinerarios históricos
El análisis de itinerarios de horarios lo largo del tiempo confirman que fue una estación de importancia parando el tren siempre en su andén la mayor parte de su historia operativa. Este hecho se confirma con los informes de horario:
El primer informe de horario publicado en 1920 con datos vigentes desde enero de 1918 expuso que trenes mixtos partían los lunes y jueves desde Comodoro a las 8:00 horas, pasando por Pampa del Castillo a las 11:45 y arribando 16:30 a Sarmiento. Mientras que el regreso era los martes y viernes desde Sarmiento a las 8:00 horas, visitando Pampa del Castillo 13:45, con arribo a Comodoro a las 15:50. Además, poseía la mayor distancia entre estaciones del ferrocarril (sin contar apeaderos y paradas); estando separada de Escalante por 24 kilómetros. Además, tenía la mayor demora entre trayectos ya se demoraba en unirse con Escalante 1:20. En tanto, que para arribar a Holdich se precisaban 40 minutos. Por último, Pampa del Castillo figuró en la descripción tarifaria del ferrocarril como punto de cobro.
En 1928 los lunes y jueves se llevaba a cabo el viaje de larga distancia a Sarmiento. Los trenes mixtos a vapor arribaban a Pampa del Castillo a las 12:10, tras partir de la estación matriz, les tomaba 3:05 minutos llegar a esta estación. Las distancia con Holdich era cubierta en 50 minutos, mientras que para arribar a Escalante se necesitaban 1:15. También, en ese itinerario se describió un viaje dominical de recreo. El mismo partía de Comodoro a las 9:00 para arribar a la punta de riel constituida por Pampa del Castillo a las 12:05. Luego de llegar a destino, el tren era girado por algún mecanismo o volvía marcha atrás. El regreso se emprendía a las 12:30 y pasaba por Escalante recién a las 18:00 horas, dando tiempo a los visitantes de pasar una larga jornada en Escalante, puntos cercanos y Diadema.
En 1930 la situación no varió respecto al itinerario de 1928, pero se suprimió el viaje dominical a Pampa del Castillo.
El itinerario de 1934 brindó información de la sección del servicio suburbano que era ejecutado por trenes mixtos los días lunes y jueves junto con el viaje a Sarmiento. El viaje a vapor partía a las 9 de Comodoro para arribar a Sarmiento 16:50. En tanto, la vuelta se producía los días miércoles y sábados desde las 9 con arribo a estación Comodoro a las 16:35. El tren arribaba a Pampa del Castillo a las 12:05. Mientras que la distancia con Escalante se cubría en 1:10 minutos; en tanto, para arribar a Holdich se necesitaban 35 minutos. El esfuerzo de la pendiente desde Escalante para el tren hacía que este se detuviera inmediatamente a cargar agua en este punto. Además, este itinerario aclaró que esta estación fue de los pocos puntos donde el ferrocarril podía cargar agua en las máquinas.
Para el itinerario de 1936 arrojó el único cambio significativo: la reducción de días de servicio, pasando a solo los lunes para regresar desde Sarmiento el miércoles.
Desde 1938 el itinerario mostró por primera vez una extensa red servicio suburbano que recorría la zona norte de Comodoro. Gracias a las últimas mejoras que recibió el ferrocarril, con la incorporación de ferrobuses, se logró que el servicio de pasajero y cargas ligeras reciba la mejora en el tiempo del trayecto que pasó de casi 8 hs a alrededor de 4 hs. Con la nueva tecnología, partiendo desde estación matriz, se pudo alcanzar este punto en 1:37 minutos. Las distancias con los puntos vecinos se cubrían en 33 minutos a Escalante y en 21 minutos con Holdich. Los días de servicios fueron ampliados y ejecutados los lunes, miércoles y viernes partiendo desde Sarmiento a las 7:45 para arribar a Comodoro a las 11:11, para luego volver a salir desde Comodoro a las 16:30 y arribar a Sarmiento a las 20:35.
En cuanto a las tarifas las mismas estaban divididas en secciones. La primera sección correspondía hasta Talleres, la segunda se cobraba hasta Escalante y la tercera hasta esta estación. El precio hasta este punto era de $5.10 en primera clase y de $2.90 en segunda.
El itinerario de Ferrocarriles del Estado del 15 de diciembre de 1940. Todos los viajes de todas las líneas pasaron a operarse con ferrobuses. El viaje principal partía los domingos desde Comodoro a las 7:08, pasando por este punto a las 8:38 y arribando a Sarmiento a las 10:45; mientras que había otro viaje que partía todos los días menos domingos desde las 16:30, paso por este punto a las 18:04 y llegada a Sarmiento a las 20:25. En tanto, el viaje desde Sarmiento se producía los domingos desde las 17:45 con arribo a Comodoro a las 20:58; mientras que el viaje que corría todos los días menos domingos lo hacía desde las 7:45 con llegada a las 11:11 a Comodoro. Por último, el documento se refirió a este elemento como estación Pampa del Castillo y con edificación erigida a la izquierda de la vía.
El itinerario de trenes de 1946 hizo alusión detallada a los servicios del ferrocarril y dio precisiones de que esta estación era uno de los pocos puntos de carga agua para los trenes. También, se empezó a ver una merma en las visitas del ferrocarril a la estación, pasando a ser parada optativa de los servicios ferroviarios en una de las frecuencias de los ferrobuses.  Las distancias con sus puntos vecinos siguieron sin modificación. 
La novedad de este informe fue la descripción del servicio de cargas a Sarmiento que se ejecutaba en forma condicional los lunes, miércoles y viernes. Este viaje se hacía con un formación a vapor y partía desde Talleres a las 9:40 para llegar a destino a las 17:40. El tren arribaba, con parada obligatoria, a Pampa del Castillo a las 12:45 para volver a salir a las 12:55. Para comunicar la distancia que existía con Escalante al tren le tomaba 1:20, mientras que para unirse con Holdich se requerían 35 minutos.
El mismo itinerario de 1946 fue presentado por otra editorial y en el se hace mención menos detallada de los servicios de pasajeros de este ferrocarril. En el documento se aclaró que la mayoría de los ferrobuses pararían en puntos adicionales que los pasajeros solicitaran para ascender o descender. Las tarifas se cobraban desde o hasta la estación más próxima anterior o posterior. Las mismas se mantuvieron iguales en valor y secciones que en 1938.
El 10 de diciembre de 1948 fue presentado un itinerario que no representó grandes variaciones respecto del presentado en 1946. Sin embargo, la gran diferencia con el anterior documento estuvo en el viaje de cargas que recorría la línea completa desde Comodoro a Sarmiento; y no partía desde Talleres como en el itinerario anterior. De este modo, el viaje de cargas partía sin un día estipulado, en forma condicional desde Comodoro a las 9:30, paso por este punto a las 12:50 y arribo a Sarmiento a las 18:05. En tanto, la vuelta desde Sarmiento se producía desde las 10:20 con arribo a estación Comodoro a las 20:25. Por otro lado, el viaje de pasajeros operado por los ferrobuses a Sarmiento desde las 7hs siguió mostró la sería retracción desde Estación Pampa del Castillo hasta Sarmiento todos los puntos se mostraron como paradas optativas. Sin embargo, en el otro viaje que partía desde las 9 hs la cantidad de elementos optativos era sensiblemente menor y estaciones como Pampa del Castillo fueron obligatorias. Por último, el itinerario se refirió a este punto como Pampa del Castillo.
El último de los informes de horarios tuvo lugar noviembre de 1955 y describió el servicio suburbano. En el se detalló este servicio que poseía puntas de rieles en COMFEPET, km 27 y km 20. Pasando a ser Diadema punta de riel del servicio suburbano que iba hasta Escalante, estación que dejó de ser visitada frecuentemente en favor de Diadema.
No obstante, pese a perder Escalante el servicio suburbano; el ferrocarril ideó en los domingos un viaje especial. El mismo tuvo el carácter de recreo y trató de mantener turismo en diferentes puntos de la línea. El ferrobús partía el domingo a las 6:00 de Comodoro, arribaba a Pampa del Castillo a las 7:45 como parada opcional, y finalizaba en Sarmiento a las 10:00 horas. Luego, el mismo día se emprendía el regreso desde Sarmiento a partir de las 17:30. Esto daba lugar que los visitantes permanecieran buena parte del día disfrutando en los diferentes destinos seleccionados. El regreso a Pampa del Castillo era a las 20:05, pudiendo disfrutar de toda una jornada en esta estación como en otros puntos del ferrocarril. Asimismo, el viaje del domingo, llamativamente, arrojó que la única estación que tuvo parada obligatoria de los servicios ferroviarios de pasajero en el tendido desde Diadema a Sarmiento, fue Cañadón Lagarto. En los otros 3 viajes: lunes, viernes y uno sin especificar por ser diario o condicional quizás; el ferrobús visitaba obligatoriamente esta estación en su recorrido. El viaje más rápido arribaba en 2:05 minutos. El servicio unía a Holdich en 12 minutos con la vecina estación km 96 y en otros 12 minutos con km 67 (nuevo apeadero que empezó a figurar en los itinerarios).
Por último, los tiempos del ferrocarril se empeoraron levemente en forma general; tomó 1:45 en el viaje más rápido a este punto. Mientras que la distancia que la separó de Escalante pasó a 42 minutos. En tanto, entre esta estación y Holdich se agregó una nueva parada el apeadero km 67, al cual se precisaba 8 minutos para arribar. 
La estación mostró que continuó con su decadencia al ser expuesta como reducida a apeadero o clausurada.

### Registro de boletos
Una extensa colección de boletos no arroja boletos de Pampa del Castillo a pesar de ser esta estación una sección de cobro del tarifario 1938-1946. Esto quizás se deba a la simple ausencia o que no fue un punto muy visitado.

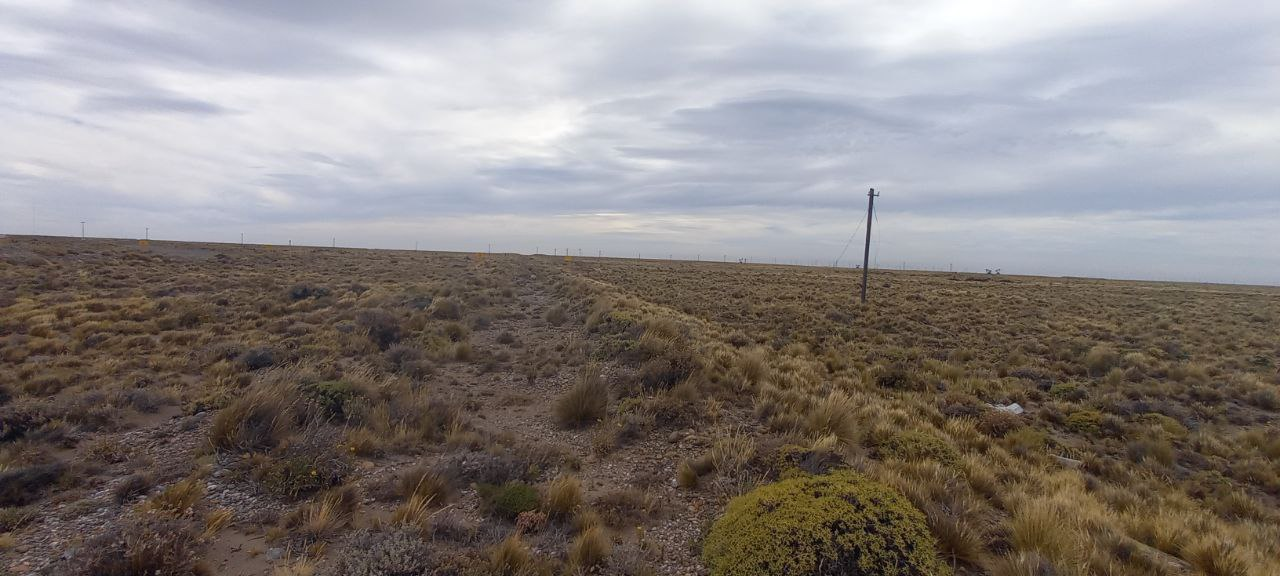
Restos del terraplén antes de cruzar ruta 26 rumbo a Pampa del Castillo. También sobreviven algunos postes del telégrafo - teléfono.

## Infraestructura
El equipamiento de esta estación es descripto en dos documentos. El primero es el itinerario de 1934 en el se señala un apartadero de 466 metros de largo y tanque de 45m³.  Además, la zona de la estación era crucial por su agua que está a baja profundidad. Esto se debe que el ferrocarril en 200 kilómetros de desierto patagónico solo podía abastecer sus locomotoras a vapor en este punto, Kilómetro 117, Escalante, Pampa del Castillo y la terminal de Sarmiento.Al estar en un punto tan importante Pampa del Castillo detentó por varios años, como pocos puntos en el ferrocarril, la capacidad de brindar todos los servicios disponibles: pasajeros, encomiendas, cargas, hacienda y telégrafo.  
Posteriormente, un informe de 1958 notifica que el estatus de la estación pasó a ser embarcadero. Estaba dotada por un estanque de 45 m³, un apartadero de 466 metros de longitud y una capa freática a 32 metros. Su habilitación en un principio fue únicamente para subir y bajar pasajeros. El equipaje que no fuera bulto de mano, debía ser cargado o descargado, según el caso, por el interesado directamente en el furgón. Se emitía guía, con indicación del embarcadero, o de la estación más allá. Recibía cargas con flete pagado en procedencia y para el despacho de cargas con flete a pagar en destino. Las cargas eran por vagón completo únicamente. En 1965 su estatus es cambiado en estación que recibe y despacha hacienda con previo arreglo únicamente.
Ya sin actividad el ferrocarril obtiene su último registro histórico a nivel nacional que vino de la mano de la película del Rey. La misma muestra imágenes de año 1985. En ella se inmortalizó lo que fuera el paraje Holdich. Se observa imágenes del boliche los vascos antes de desaparecer. También, se puede apreciar que las instalaciones ferroviarias de Holdich estaban conservadas, aunque ya para ese año la estación había desaparecido con sus carteles nomencladores. En el mismo rodaje se ven además las instalaciones ferroviarias de Pampa del Castillo con sus vías y elementos de señalización ferroviarias en perfecto estado como su campana de llamada, bancos puertas, ventas y cartel nomenclador. Todos elementos pintados y conservados que hoy no existen. Esto indicaría que las instalaciones del ferrocarril fueron resguardadas por lo menos hasta la clausura definitiva de 1992 a manos de Menem.

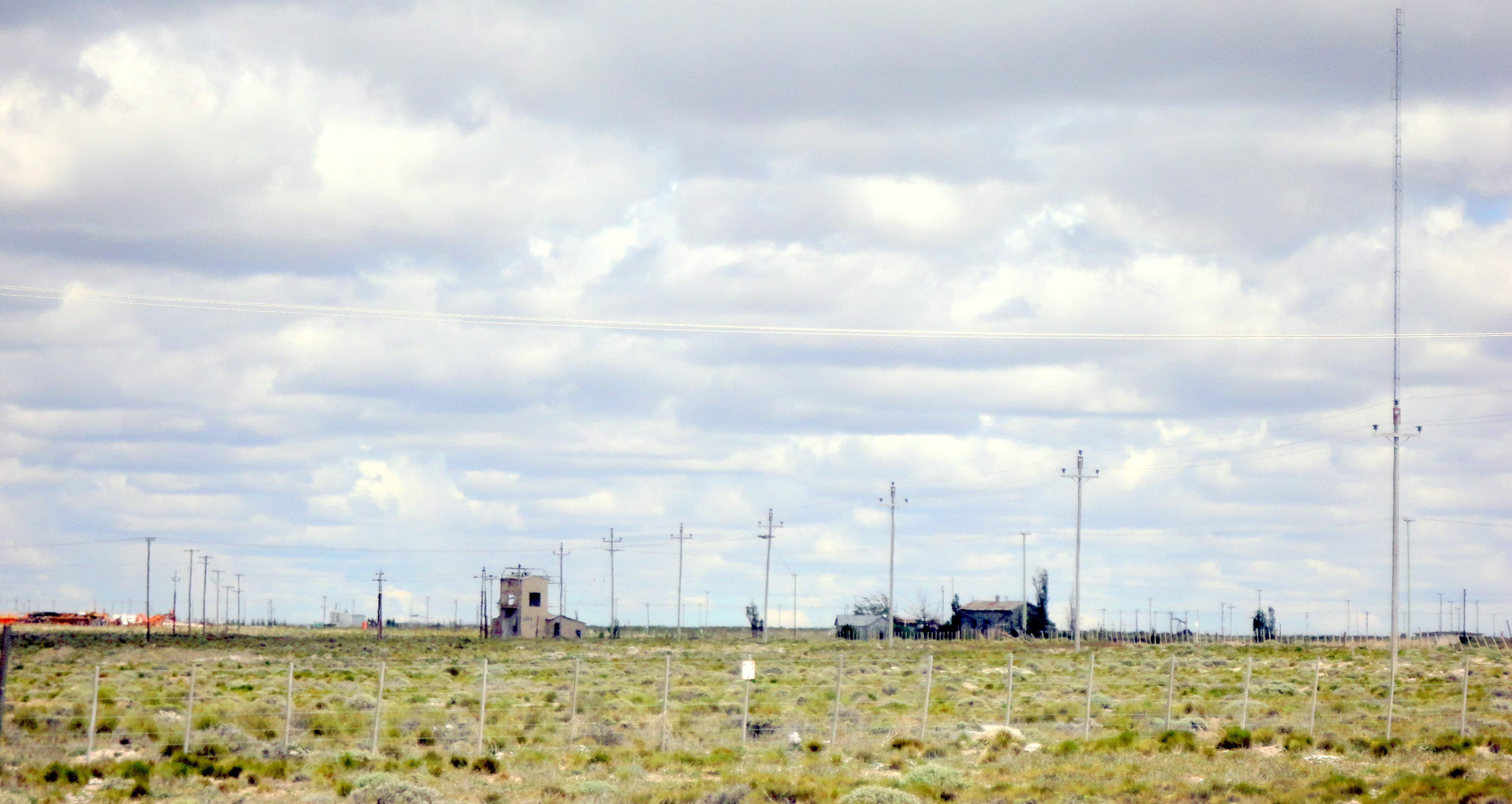
La estación Pampa del Castillo y algunas viviendas abandonadas de lo que fuera la localidad desde la ruta 26.

## Galería
| |
| Vista actual de las instalaciones petroleras que rodean a la exestación y la hacen parecer una simple casa más. |

| |
| terraplén antes de cruzar ruta 26 con restos ferroviarios. A lo lejos la exestación Pampa del Castillo |